# Forerunner (magazine)
The Forerunner est un magazine mensuel produit par Charlotte Perkins Gilman (plus connue comme l'autrice du Papier peint jaune), de 1909 à 1916. Durant cette période, elle écrit tous les numéros - éditoriaux, articles critiques, critiques de livres, essais, poèmes, histoires et six romans en feuilleton. La volonté de Gilman d'initier un changement social lui a inspiré Forerunner et ses articles controversés. Elle a réussi à instiller des idées progressistes au lectorat du magazine, augmentant le soutien au mouvement pour le suffrage des femmes. Le magazine était basé à New York.

## Histoire
Le premier numéro de The Forerunner parait en novembre 1909. Parmi les écrits remarqués publiés dans The Forerunner figurent les trois romans de la trilogie utopique féministe de Gilman, Moving the Mountain (1911), Herland (1915) et With Her in Ourland (1916). Herland, le plus célèbre de ces livres, présente une société entièrement féminine dans laquelle les femmes se reproduisent par parthénogenèse.
The Forerunner a servi à Gilman pour publier d'autres de ses œuvres majeures, comme Man-Made World (1911) ou ses romans What Diantha Did (1909–10), The Crux (1911), Mag-Marjorie (1912), Won Over (1913), et Begnina Machiavel (1914).
Gilman a réussi à obtenir 1300 abonnés au sommet de la diffusion du magazine, pour environ 6500 lecteurs. Le magazine n'était pas soutenu par les annonceurs et était financé par des fonds propres. Il était publié une fois par mois et l'abonnement coûtait un dollar par an.
Le magazine a cessé de paraître en 1916. Le Forerunner complet compte 28 livres complets.

## Philosophie
En tant que défenseure des droits des femmes, Gilman commence à publier The Forerunner pour atteindre un public cible constitué par les femmes au début des années 1900 qui espéraient obtenir le droit de vote et renforcer leurs droits afin qu'ils deviennent égaux aux droits accordés aux hommes. Elle souhaitait changer l'idée selon laquelle les femmes doivent être passives et selon laquelle leur unique rôle serait se cantonner aux tâches ménagères. Gilman voulait persuader les femmes à devenir lectrices et les inciter à se battre pour promouvoir des changements sociétaux. Selon Cane et Alves, « La courte fiction écrite et publiée par Charlotte Perkins Gilman dans son magazine, The Forerunner (1909-1916), concerne des femmes ordinaires qui détournent les trajectoires traditionnelles de leur vie pour se créer de meilleures situations et ainsi améliorer la vie des personnes qui les entourent. Forerunner s'est non seulement engagé pour contredire les médias populaires de l'époque, mais a également proposé de nouvelles idées sur la place des femmes dans la société.
Les écrits publiés par Gilman dans The Forerunner contrastaient fortement avec les textes accessibles aux femmes au début des années 1900. Les femmes étaient censées se documenter et lire à propos des comportements appropriés à adopter dans leur mariage et la tenue de leur ménage. Le journal le plus important du début des années 1900 destiné aux femmes était le Ladies' Home Journal, qui dépeignait les femmes comme étant passives, focalisées sur les questions de mariage et de famille, tout en s'adressant au public spécifique des femmes blanches de la classe moyenne. Cane et Alves mettent en lumière les objectifs de Gilman : « Forerunner, d'autre part, existait pour contrecarrer les images populaires des femmes et les limitations personnelles de leur vie quotidienne que les médias de masse ont promulguées ». Combattre les rôles stéréotypés assignés aux femmes et la représentation des femmes dans la société n'était pas une entreprise facile compte tenu des contraintes imposées aux femmes par le grand public et les normes culturelles qui prévalaient. L'idéal d'une société patriarcale dominait de loin les positions idéologiques du gouvernement en place et de la société en général. Les opinions largement validées par la société restreignaient l'accès d'une femme aux opportunités et à l'éducation, un problème que Gilman était passionnément déterminée à changer.
Selon les propres mots de Gilman « « The Forerunner [...] ne remplit pas votre cerveau de faits supplémentaires, mais le pousse à de nouvelles actions[...] Il représente le progrès humain et se concentre sur le progrès des femmes uniquement parce que leur position actuelle est la pierre d'achoppement du monde ». Gilman souhaitait inspirer les femmes à prendre des mesures pour changer l'opinion publique sur ce qu'une femme devrait être et stimuler la promotion des libertés civiles des femmes. En présentant une diversité d'opinions dans ses écrits, Gilman avait comme objectif de résoudre le principal problème qui, selon elle, avait un impact négatif sur la nation.
Gilman croyait que l'un des principaux problèmes rencontrés dans la société de l'époque était le manque d'opportunités et d'éducation, au-delà des connaissances maternelles, offertes aux femmes, alors que ces opportunités étaient facilement disponibles pour soutenir l'avancement professionnel des hommes. Ce sujet est abordé dans l'article Our Brains and What Ails Them, publié dans Forerunner en 1912. Sa position selon laquelle les femmes sont restreintes dans leurs capacités est exprimée dans cet article. Elle écrit :« Ainsi, le cerveau humain s'est développé par son utilisation et son entraînement chez l'homme ; et a été restreint par l'empêchement de son utilisation normale et son entraînement chez la femme. ». Elle a soutenu l'idée que « le principal manque intellectuel des femmes est l'expérience ». Dans l'espoir d'innover à l'avant-garde du mouvement des femmes, Forerunner affronte de front le manque d'éducation des femmes.
Les solutions proposées aux problèmes auxquels Gilman pensait que les femmes étaient confrontées n'étaient pas de l'ordre de la rébellion et de la révolution radicale, mais consistaient plutôt à proposer des changements subtils et réalistes pour ne pas intimider le lectorat. Gilman a fait valoir que « la libération des femmes - et des enfants et des hommes, d'ailleurs - nécessite de faire sortir les femmes de la maison, à la fois concrêtement et idéologiquement ». Les articles étaient principalement des histoires de fiction qui étaient plus pertinentes pour son public à l'époque et plus utiles dans leurs contrastes avec les productions d'autres médias populaires.

« Gilman a adopté une approche conservatrice et progressive du changement social pour deux raisons principales : Premièrement, elle adhérait à l'idée que le changement social était basé sur des preuves scientifiques de l'évolution et elle estimait que le processus d'évolution était graduel ; deuxièmement, en tant qu'observatrice des campagnes de suffrage entreprises au cours de sa vie, elle avait appris que les approches moins radicales étaient celles qui gagnaient des adhérentes, tandis que les approches plus révolutionnaires effrayaient et aliénaient de nombreuses femmes de la classe moyenne. »